# Chorinskij rajon
Il Chorinskij rajon (in russo Хоринский район?) è un municipal'nyj rajon della Repubblica autonoma di Buriazia, nella Siberia. Istituito nel 1923, occupa una superficie di 13.431 chilometri quadrati, ospita una popolazione di circa 19.017 abitanti ed ha come capoluogo Chorinsk.